# Daniel (sanger)
 For alternative betydninger, se Daniel (flertydig). (Se også artikler, som begynder med Daniel)
Daniel Sitrit, bedre kendt som Daniel, er en dansk soulsanger. Han er bl.a. kendt som den mandlige forsanger i orkesteret The Antonelli Orchestra der har været fast del af TV 2-programmerne Vild med dans (2005–nu), Så det synger (2008–nu) og Den Store Klassefest (2009).
Han debuterede med albummet Simplified i 1997, der gav ham radiohittet "R U Free". I 1999 havde han to sange med på soundtracket til Susanne Biers succesfilm Den eneste ene, heraf duetten "I Close My Eyes and Think of You" med Szhirley.

## Diskografi
- Simplified (Replay Records, 1997)
- Daniel (Gateway Music, 2006)